# Енипеас (Македония)
Енипеас, още Енипей, Мавролонгос или Агиос Димитриос (на гръцки: Ενιπέας или Μαυρόλογγος), е река в Източен Олимп, Гърция.
Реката извира под връх Кастро в Олимп (2817 m) и тече най-общо в източна посока. След излизането си от Олимп в Пиерийската равнина минава северно от Литохоро, тече на североизток и се влива в Бяло море като регулиран канал, северно от Лименас Литохору. На реката е природната забележителност Енипейски пролом с Енипейския водопад.